# Dichotomius rugosicollis
Dichotomius rugosicollis là một loài bọ cánh cứng trong họ Bọ hung (Scarabaeidae).